# NGC 2282
NGC 2282 (другие обозначения — IC 2172, CED 87) — отражательная туманность в созвездии Единорога. Открыта Эдвардом Барнардом в 1886 году. Туманность содержит рассеянное скопление OCL 535.1 возрастом 5—10 миллионов лет; звёздами этого скопления она и подсвечивается. И туманность, и скопление находятся на расстоянии 5500 световых лет от Земли, диаметр туманности — 5 световых лет. Туманность удалена на 3° от области (OB-ассоциации) Единорог OB2, с которой может быть физически связана.
Обозначение NGC 2282 иногда приписывают скоплению OCL 535. Однако скопление удалено от первоначально указанных для NGC 2282 координат приблизительно на половину градуса, в то время как туманность находится точно на этих координатах, поэтому идентификация NGC 2282 как скопления ошибочна.
Этот объект входит в число перечисленных в оригинальной редакции «Нового общего каталога».